# Armored Core
Armored Core är en mechabaserad TV-spelsserie för PlayStation Portable, PlayStation, PlayStation 2, PlayStation 3, Xbox 360 och mobiltelefon plattformar. Spelen är utvecklade av From Software. Ett OVA spel till serien, som har titeln Armored Core: Fort Tower Song, släpptes för försäljning under 2007.